# Kuringgai
I Kuringgai (o Ku-ring-gai, o Guringai)  indicano una popolazione di aborigeni australiani, abitanti in una vasta area del Nuovo Galles del Sud, in Australia.

## Uno o più gruppi etnici

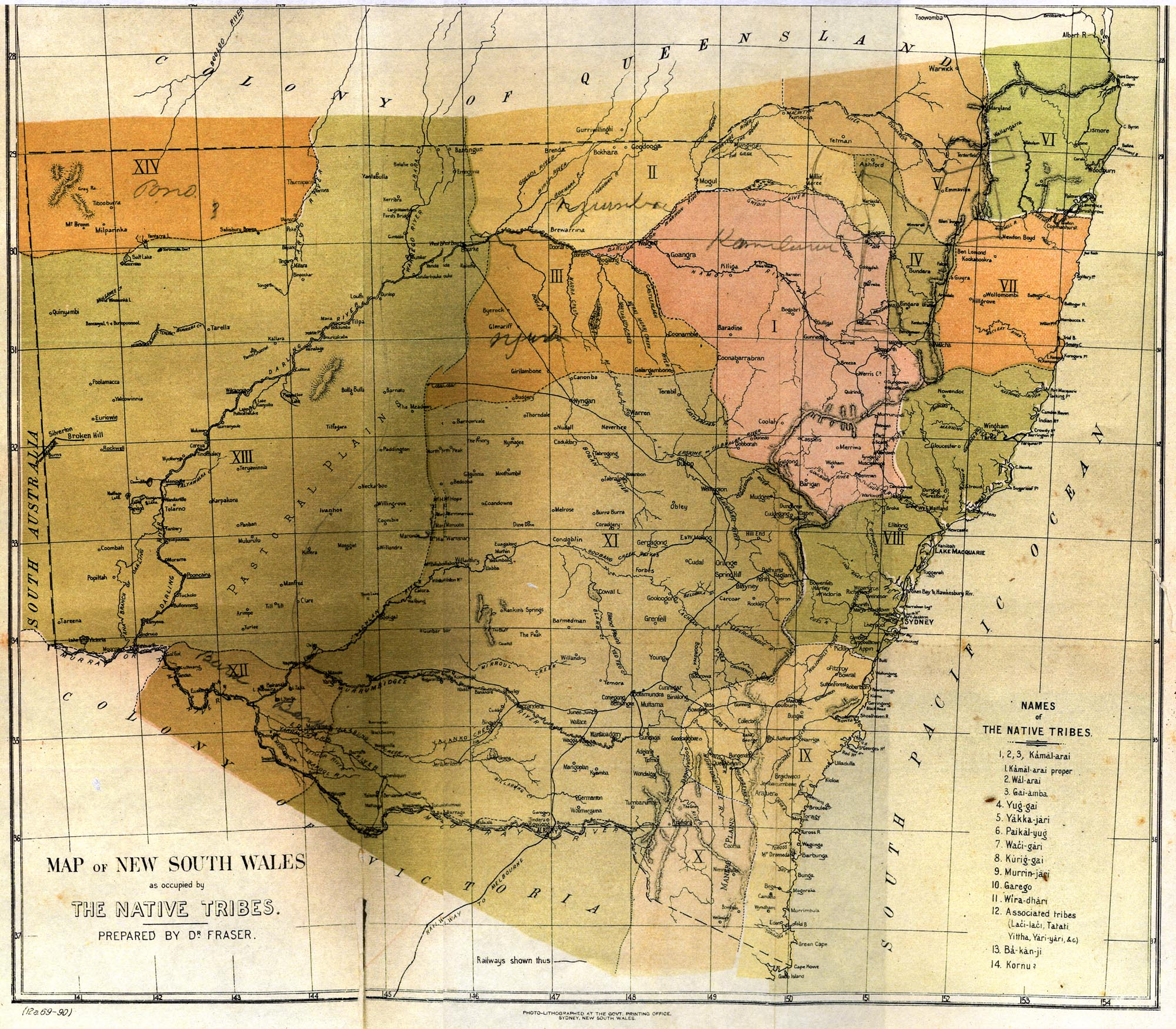
Mappa di Fraser in cui vengono indicate le popolazioni aborigene australiane, da An Australian Language (1892)

Il nome gli fu attribuito da John Fraser nel 1892. Secondo Fraser, i territori di questa popolazione  confinavano a nord con quelli dei Wachigari e dei Paikalyung, a nordovest con quelli dei Kamalarai, ad ovest con quelli dei Wiradhari, a sud con quelli dei Murrinjari.
Nel 1974 la suddivisione etnica di Fraser fu criticata da Norman Tindale, il quale suddivise in modo più raffinato i Kuringgai segnalati da Freser in più gruppi, tra i quali figurano:  Tharawal, Eora, Dharuk, Darkinjang, Awabakal, Worimi, Birpai, Ngamba(Australiani).
Questi aborigeni del Nuovo Galles del Sud continuano a vivere nei loro territori tradizionali.

## Influenze
Dai Kuringgai prendono il nome alcune località o entità amministrative:
- Ku-Ring-Gai Chase Cricket Club
- Distretto elettorale di Ku-ring-gai
- Hornsby Ku-ring-gai Hospital
- Parco nazionale Ku-Ring-Gai Chase
- Ku-ring-gai Creative Arts High School
- Municipalità di Ku-Ring-Gai
- Mount Ku-ring-gai
- Kuring-gai College of Advanced Education, dal 1989 fa parte dell'University of Technology, Sydney